# George Asprey
George Asprey (* 1. Oktober 1966 in London) ist ein britischer Bühnen-, Film- und Fernsehschauspieler.

## Leben
Asprey stammt aus einer reichen Familie. Der Daily Mirror meinte, er sei nicht mit einem silbernen Löffel im Mund, sondern mit einer silbernen Schaufel geboren worden. Er war der einzige Sohn des Juweliers Edward Asprey und wurde an der Charterhouse School ausgebildet. Eigentlich sollte er den Familienbetrieb übernehmen. Asprey studierte anschließend Betriebswirtschaftslehre in den Vereinigten Staaten, um dem Familienunternehmen beizutreten, aber währenddessen wurde er in einer Bühnenproduktion von The Tempest besetzt. Dadurch nahm er an einem Vorsingen der London Academy of Music and Dramatic Art (LAMDA) teil und wurde mit 20 Jahren Student an der Akademie.
1992 war er mit der Schauspielerin Amanda Holden liiert.
Asprey und seine Frau Kirsten haben drei Töchter.

## Filmographie (Auswahl)
- 1992: The Dying of the Light
- 1994: Mary Shelley’s Frankenstein
- 1994: A Breed of Heroes
- 1995: An Independent Man
- 1995: The Peter Principle
- 1997: Supply and Demand
- 1998: Rosamunde Pilcher: Heimkehr (Coming Home)
- 1998: Trial & Retribution
- 1998: The Bill
- 1999: Rosamunde Pilcher: Das große Erbe (Nancherrow)
- 2000: Secrets & Lines
- 2002: AKA
- 2003: Out of Bounds
- 2003: Holby City
- 2003: The Wild West: Gunfight at the OK Corral
- 2005: Wedding Date (The Wedding Date)
- 2005: Ian FlemingBondmaker
- 2005: Das größte Spiel seines Lebens (The Greatest Game Ever Played)
- 2005: Riot at the Rite
- 2006: Mayo
- 2007: Waking the Dead – Im Auftrag der Toten (Waking the Dead)
- 2009: Psychoville
- 2010: Upstairs Downstairs
- 2016: The Crown
- 2019: The Gentlemen
- 2021: Tom Clancy’s Gnadenlos (Without Remorse)
- 2021: The Barking Murders
- 2024: The Ministry of Ungentlemanly Warfare